# Championnat du monde d'échecs 1951

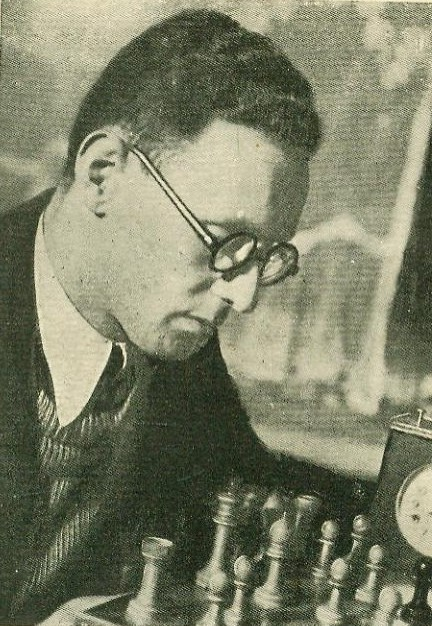
Mikhail Botvinnik,gagnant du championnat d'échec de 1951

Le Championnat du monde d'échecs 1951 a vu s'affronter le tenant du titre, Mikhail Botvinnik, et David Bronstein à Moscou du 15 mars au 11 mai 1951. Le match s'est conclu sur une égalité qui a permis à Botvinnik de conserver son titre.

## Résultats
Le match est joué au meilleur des 24 parties. En cas d'ex æquo, le champion sortant conservait le titre.
|                   | 1 | 2 | 3 | 4 | 5 | 6 | 7 | 8 | 9 | 10 | 11 | 12 | 13 | 14 | 15 | 16 | 17 | 18 | 19 | 20 | 21 | 22 | 23 | 24 | Points |
| ----------------- | - | - | - | - | - | - | - | - | - | -- | -- | -- | -- | -- | -- | -- | -- | -- | -- | -- | -- | -- | -- | -- | ------ |
| Mikhail Botvinnik | ½ | ½ | ½ | ½ | 0 | 1 | 1 | ½ | ½ | ½  | 0  | 1  | ½  | ½  | ½  | ½  | 0  | ½  | 1  | ½  | 0  | 0  | 1  | ½  | 12     |
| David Bronstein   | ½ | ½ | ½ | ½ | 1 | 0 | 0 | ½ | ½ | ½  | 1  | 0  | ½  | ½  | ½  | ½  | 1  | ½  | 0  | ½  | 1  | 1  | 0  | ½  | 12     |

## Fin du match
Deux parties avant la fin du match, Bronstein menait d'un point. Dans la vingt-troisième partie, avec les pièces noires, il manqua plusieurs chances d'annuler. La partie fut ajournée et deux coups après la reprise de la partie, Bronstein oublia son analyse. Il abandonna au 57e coup de la vingt-troisième partie, dans une position étranglée, pratiquement en Zugzwang. Dans la vingt-quatrième et dernière partie, Bronstein évita les complications et Botvinnik égalisa au seizième coup avec les Noirs.
Certains auteurs ont soupçonné que des menaces exercées sur Bronstein étaient à l'origine de sa défaite de la 23e partie. Il a été suggéré des pressions politiques s'appuyant sur le fait que le fait que son père était trotskiste et était menacé. Mais Bronstein n'a jamais confirmé cela, faisant simplement état de « pressions psychologiques » d'origines multiples : 
« On m'a bien souvent demandé si j'avais été forcé à perdre la 23e partie, et s'il y avait une conspiration contre moi pour m'empêcher de prendre le titre de Botvinnik. Un tas d'âneries ont été écrites à ce sujet. La seule chose que je sois prêt à dire sur cette controverse est que j'ai été soumis à une pression psychologique émanant de diverses sources, et que c'était entièrement à moi de résister ou non à cette pression.
 J'avais des raisons de ne pas devenir Champion du monde car à cette époque, un tel titre signifiait que vous entriez dans un monde officiel de bureaucratie echiquéenne, rempli d'obligations formelles. Une telle position n'était pas compatible avec mon caractère. Depuis mon enfance, j'apprécie la liberté(...). Je suis heureux d'avoir gardé aujourd'hui les mêmes sentiments et de pouvoir profiter de ma liberté. »